# Irańska Żandarmeria Rządowa

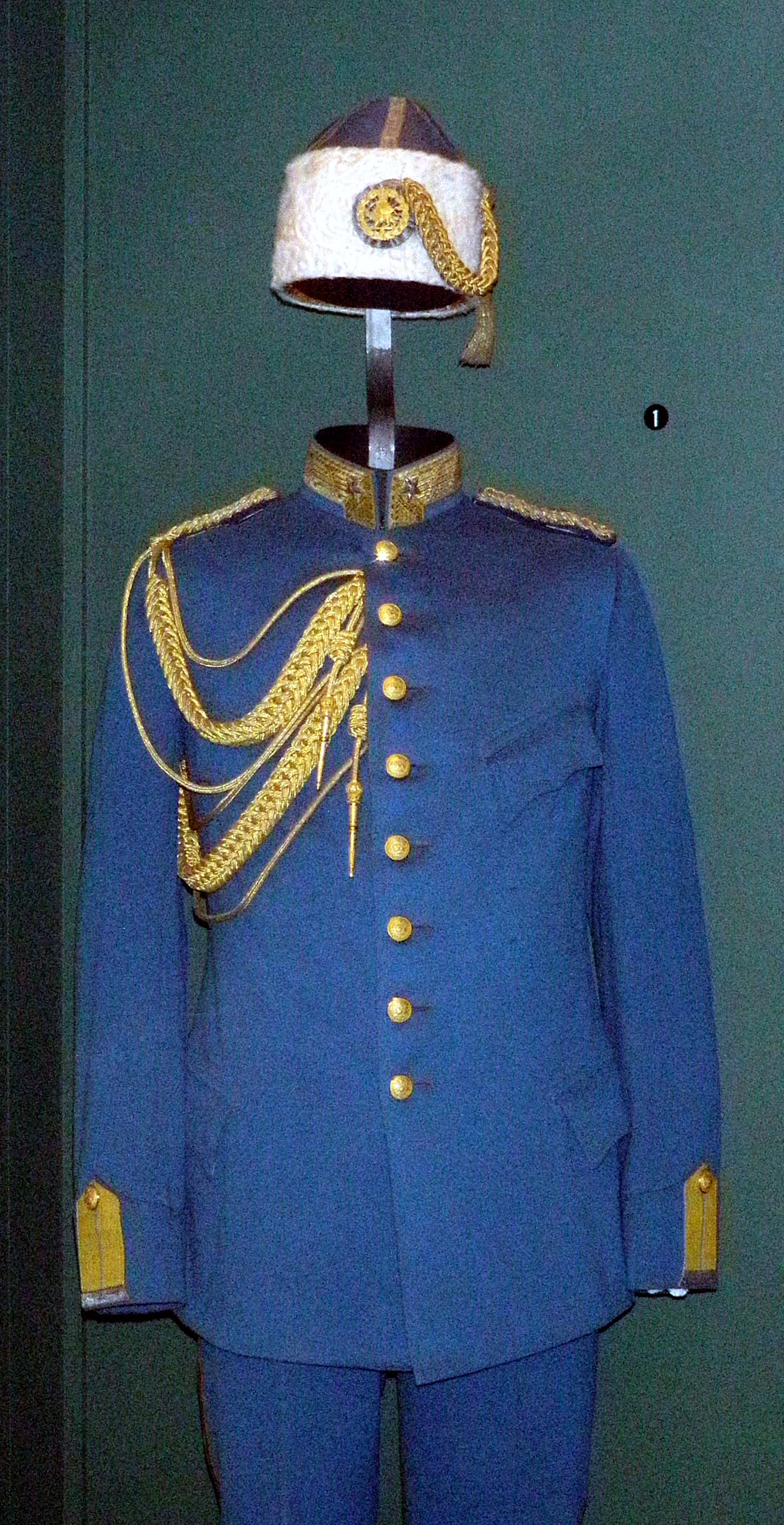
Mundur dowódcy Irańskiej Żandarmerii Rządowej

Irańska Żandarmeria Rządowa (pers. ‏ژاندارمری ایران‎, Žāndārmerī-e dawlatī) – formacja wojskowa irańskiej armii w latach 1911–1921.

## Historia
W związku z modernizacją kraju, w tym sił zbrojnych, prowadzoną od końca XIX w. przez szacha Nasera ad-Dina, do Iranu w 1911 r. przybyła szwedzka misja wojskowa na czele z mjr. Hjalmarem O. Hjalmarsonem. 15 sierpnia tego roku został on dowódcą rządowej żandarmerii, po mianowaniu go do stopnia pułkownika (później generała) irańskiej armii. Pozostali szwedzcy oficerowie objęli wysokie funkcje oficerskie formacji. Żandarmeria była wówczas jedyną nowoczesną formacją wojskową w Iranie. Powstała na bazie ponad 1-tysięcznej Żandarmerii Skarbowej, istniejącej od 1910 r. Szwedzi przeszkolili irańskich żandarmów. Pod koniec 1912 r. żandarmeria liczyła 23 szwedzkich oficerów i ok. 3 tys. Irańczyków. W późniejszym okresie liczba ta wzrosła do 36 Szwedów i ok. 6 tys. irańskich żandarmów. Byli oni zgrupowani w siedmiu pułkach, stacjonujących w Teheranie, Szirazie, Kermanie, Kazwinie, Isfahanie i Borudżerdzie. W południowej części Iranu silne wpływy w tamtejszych garnizonach formacji zdobyli sobie Brytyjczycy. Po rewolucji październikowej w 1917 r. nowe garnizony powstały w Tebrizie, Raszcie i Meszhedzie, czyli b. rosyjskiej strefie wpływów na północy. Morale i dyscyplina wojskowa wśród żołnierzy żandarmerii były wysokie. Utworzono własne szkoły wojskowe, kształcące oficerów formacji. Służba w niej cieszyła się dużym uznaniem Irańczyków. Do 1915 r. w żandarmerii przeważały wpływy niemieckie, co niepokoiło przede wszystkim Brytyjczyków, ale też Rosjan. Próbowali oni przejąć nad nią kontrolę. W poł. listopada 1915 r., kiedy rosyjskie wojska maszerowały na Teheran, z miasta uciekło wielu przedstawicieli irańskich władz państwowych wraz z przedstawicielami dyplomatycznymi Niemiec, Austro-Węgier i Imperium Osmańskiego. Żandarmi ubezpieczali tą ewakuację, a następnie zabezpieczyli punkty strategiczne w mieście Kom, dokąd przybyli uchodźcy. Z kolei żandarmi z garnizonu w Szirazie, dowodzonego przez mjr. Alīqolī Khana Pesyāna, przejęli brytyjski konsulat, a także pocztę, telegraf i budynki rządowe, aresztując wszystkich Brytyjczyków. Do podobnych antybrytyjskich akcji z udziałem żandarmów doszło w takich miastach, jak Hamadan, Kermanszah, Soltanabad, Isfahan, Jazd, czy Kerman. Rosjanie wprowadzali swoje wojska coraz bardziej w głąb Iranu, w wyniku czego miało miejsce kilka starć zbrojnych z oddziałami żandarmerii. W wyniku zajęcia kraju przez Rosjan i Brytyjczyków wielu oficerów formacji udało się na emigrację. Natomiast sama żandarmeria została przeorganizowana i poddana kontroli obu interwentów. Część żandarmów, głównie z garnizonu z Farsu, została pod koniec 1916 r. włączona do nowo formowanej formacji South Persia Rifles. Brytyjczycy silnie rozbudowali żandarmerię. W 1920 r. liczyła ona 3 szwedzkich oficerów (pozostali powrócili do Szwecji), 242 irańskich oficerów i ponad 8,1 tys. żandarmów. Liczba ta wrosła w 1921 r. do ok. 10 tys. ludzi. Byli oni podzieleni na sześć pułków i dziewięć samodzielnych batalionów. Mieli na wyposażeniu 12 karabinów maszynowych i 4 działa górskie. Żandarmeria współpracowała z Perską Dywizją Kozacką w zwalczaniu rebeliantów i bolszewickiej interwencji zbrojnej na północy Iranu. Po wojskowym zamachu stanu w lutym 1921 r., żandarmeria uległa rozwiązaniu do końca roku, a jej członkowie weszli w skład nowo formowanej Narodowej Armii Iranu.

## Dowódcy
- gen. Hjalmar O. Hjalmarson (sierpień 1911 r. – luty 1915 r.)
- płk Nyström (marzec 1915 r. – koniec 1916 r.)
- płk Gleerup (sierpień 1918 r. – koniec 1921 r.)